# Moraro
Moraro é uma comuna italiana da região do Friuli-Venezia Giulia, província de Gorizia, com cerca de 694 habitantes. Estende-se por uma área de 3 km², tendo uma densidade populacional de 231 hab/km². Faz fronteira com Capriva del Friuli, Cormons, Farra d'Isonzo, Gradisca d'Isonzo, Mariano del Friuli, San Lorenzo Isontino.

## Demografia
| Variação demográfica do município entre 1861 e 2011                               |
|                                                                                   |
| Fonte: Istituto Nazionale di Statistica (ISTAT) - Elaboração gráfica da Wikipedia |